# Kramgoa låtar 11
Kramgoa låtar 11 utkom 1983 och är ett studioalbum av det svenska dansbandet Vikingarna. Albumet återutgavs 1988 och 1992 till CD.

## Låtlista

### Sida A
1. Liljor (Give Me Flowers While I'm Living)
2. Med vinden kom en sång
3. Ord (Words)
4. La Paloma
5. Sista dansen
6. Klockornas sång
7. Memory (instrumental)

### Sida B
1. Änglahund
2. Save Your Love
3. Marie Marie
4. Leka med elden (Ginny Come Lately)
5. Indian Love Call (instrumental)
6. Det här är bara början
7. En sång till alla människor

## Listplaceringar
| Lista (1983-1984) | Topplacering |
| ----------------- | ------------ |
| Norge             | 11           |
| Sverige           | 6            |